# おほなゐ 〜1995.1.17 阪神淡路大震災へのオマージュ〜
『おほなゐ 〜1995.1.17 阪神淡路大震災へのオマージュ〜』（おおない はんしんあわじだいしんさいへのオマージュ、Ohnai）は、天野正道が2001年に陸上自衛隊東部方面音楽隊隊長である岡野敬三郎の委嘱で作曲した吹奏楽曲。「おほなゐ」とは古語で「大地震」を意味する。

## 概要
陸上自衛隊東部方面音楽隊隊長、岡野敬三郎の委嘱作品である。曲は1995年1月17日午前5時46分に襲った阪神・淡路大震災をテーマとしている。委嘱者の岡野は当時中部方面音楽隊隊長として勤めており、震災が起こった時も災害派遣で震災現場に向かった。そこで見た状況を、震災を風化させないために曲として残せないか、と考え天野に委嘱した。
天野は震災当時、レコーディングのためにパリに滞在していた。従って、天野自身は作曲するに当たって、震災に関しての情報がほとんどなかったため、岡野や天野と面識のあった兵庫県園田学園中学高等学校吹奏楽部顧問の杉江光平に震災当時の様子を詳細に聞き出した。そして、その情報を元に作曲を行った。また、「おほなゐ」というタイトルは岡野とその隊員の発案によって付けられた。
2001年9月28日に陸上自衛隊東部方面音楽隊第36回定期演奏会にて初演された。また、東部方面音楽隊が自ら現地に行き演奏を行っている。
本作品は吹奏楽コンクールの自由曲にもよく取り上げられており人気がある。全国大会で6回、支部大会（全国大会進出団体も含めて）では24回演奏されているが、被災地である関西支部では演奏されていない。これは、この曲があまりにもリアルに描かれており、震災を思い出す人も多いのも関係している。しかし、杉江は参考文献のCDの解説で「阪神間でこそ演奏してほしい」と言っている。
2009年11月に園田学園中学高等学校吹奏楽部が「おほなゐ〜その後」を初演。地震の知らない若い人たちに向けた楽章である。事実上の最終楽章となるが、大きく取り上げていない。ただし、園田学園中学高等学校吹奏楽部以外にも演奏している団体はある。

## 曲の構成
曲は3楽章形式となっている。
第1楽章：瓦解
いつもと変わらない夜明け前。鳥の囀りやテレビやラジオの情報番組が流れているのが聞こえる。しかし、突如襲ってきた地震。火事が起こり消防車のサイレンが響き渡る。逃げ惑う人々。現代科学では防ぎきれない自然の力を表現したのがこの第1楽章である。
第2楽章：荒廃、Requiem
変わり果てた街に呆然と立ち尽くす人々、荒廃した街並み、一言も話さずただ犠牲者に捧げるRequiemを表現したのがこの第2楽章である。
第3楽章：復興そして祈り
各地からのボランティア、自衛隊などの公的援助、住民一人一人の力により復興していく街並み。しかし、復興した街並みにもまだ爪痕は人々の心に残っているという事実、そして新たな未来に向けた祈りを表現したのがこの第3楽章である。

## 編成
| 木管   | 木管                        | 金管  | 金管     | 弦・打 | 弦・打 |
| ------ | --------------------------- | ----- | -------- | ------ | --- |
| Fl.    | 2, Picc. (Fl.3持ち替えあり) | Tp.   | 3, Flh.2 | Cb.    | ● |
| Ob.    | 2 (2nd E-Hrn.持ち替えあり)  | Hr.   | 4        | Timp.  | ● |
| Fg.    | 2                           | Tbn.  | 2, Bass  | 他     | S.D., 4T-tom, T-tam, Sus.Cym., Ride Cym., Cym., B.D., Glock., Tri., Chi., Bongo, Conga, Mari., Vib., Xylo., Siren |
| Cl.    | 3, E♭, Alto, Bass, C-Bass   | Eup.  | ●        | 他     | S.D., 4T-tom, T-tam, Sus.Cym., Ride Cym., Cym., B.D., Glock., Tri., Chi., Bongo, Conga, Mari., Vib., Xylo., Siren |
| Sax.   | Sop. 1 Alt. 2 Ten. 1 Bar. 1 | Tub.  | ●        | 他     | S.D., 4T-tom, T-tam, Sus.Cym., Ride Cym., Cym., B.D., Glock., Tri., Chi., Bongo, Conga, Mari., Vib., Xylo., Siren |
| その他 | その他                      | Piano | Piano    | Piano  | Piano |

## おほなゐ〜その後
2009年11月30日、園田学園中学校高等学校吹奏楽部の定期演奏会にて初演。パンフレットには顧問の杉江光平が演奏にあたって説明しており、「第4楽章」的なものになれば良いと書かれている。経緯は関西間で行われてきた「地震を風化させない取り組み」から、2009年の1月に当吹奏楽部でおほなゐを3分間だけ演奏した時に「その後」を表現する曲がほしい、と感じ震災から15年ということも考え天野にメールで提案。「広く演奏してもらえるようにあまり難しいものにはしないでほしい」「第3楽章の中の「祈り」の部分を広げてほしい」「盛り上がって終わるのではなく静かに余韻を残す終わりかたをしてほしい」という三つの条件を提示し10月30日に楽譜が完成し園田学園に贈られた。10月末までかかった原因として、一度仕上がっていたが、ただ単に復興した現在の姿になってしまい顧問杉江の「その後とは一体何なのでしょうか？」というメールが重くのしかかり、2009年に起きたスマトラ島沖地震の影響も受け、中間部を書きなおしたせいである。当日の初演では本番前に天野本人が部員たちに指導した。演奏については関係者のみが手に入る非売品のDVDに収録された。
「その後」では第3楽章と同じ描写で演奏がすすむ（しかし、楽器などは3楽章とは変わっている）。地震当日に中断されたテレビ番組のテーマ曲が流れ、地震に中断されることなく最後まで演奏され、その後は第3楽章の「祈り」のテーマを音高を換えてクラリネットが演奏、復興のテーマが始まり、エンディングでは構想通り静かに、ニ長調の主和音で余韻を残して終わる。
パンフレットには祈りの気持ちを共有したまま、「拍手はなさらないで」と書かれている。